# キーンランド競馬場

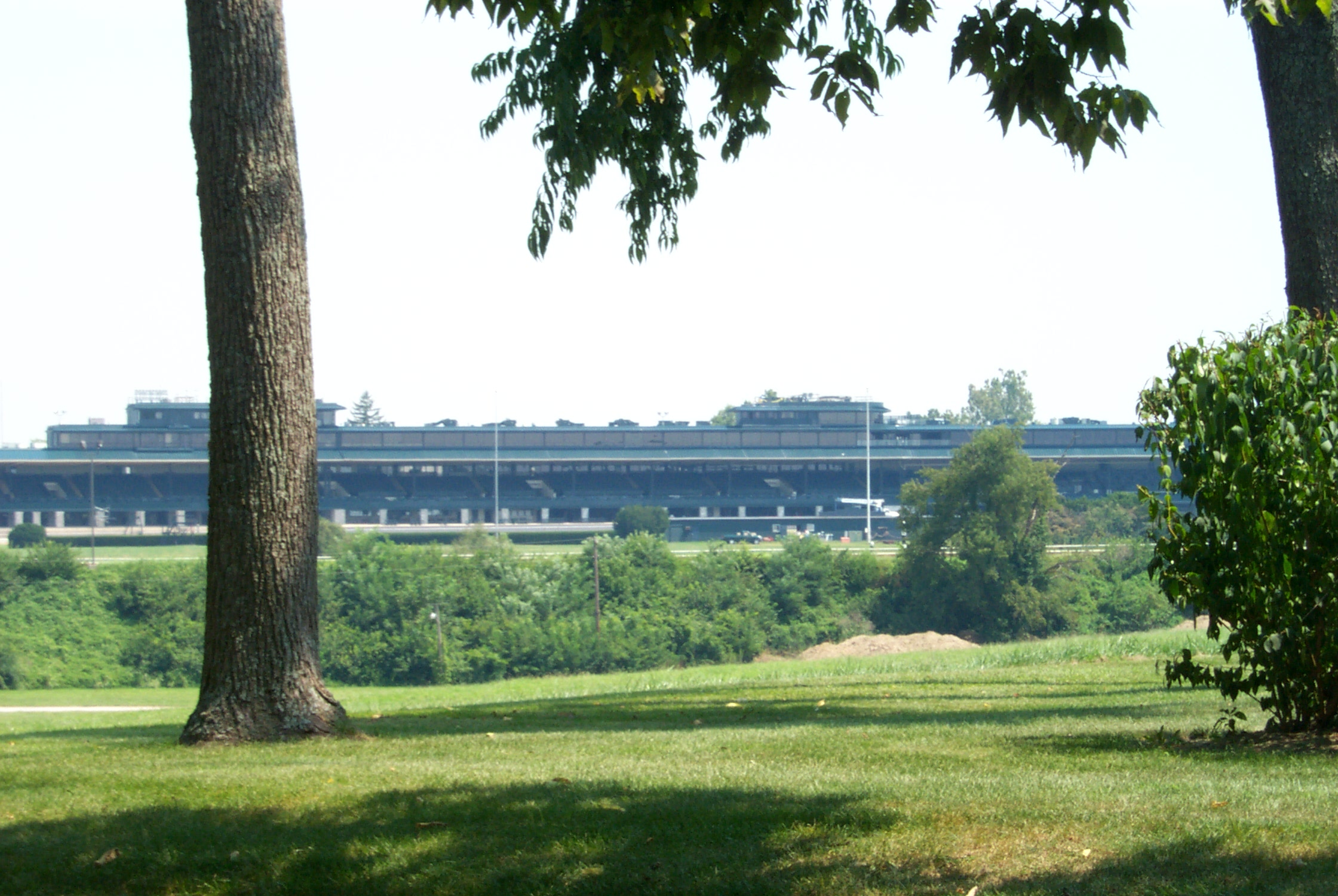
場外から見たキーンランド競馬場

キーンランド競馬場（キーンランドけいばじょう; 英: Keeneland）は、アメリカ合衆国のケンタッキー州レキシントンにあるサラブレッドの平地競走を開催する競馬場である。賭博施設のほか、サラブレッドの競り市、競馬関連資料を収集した資料館があることでも知られる。

## 歴史と概要
キーンランド競馬場自体は1935年8月29日にジャック・キーンという人物によって、レキシントン西部の農地147エーカー (0.59 km2)に建設されたものである。当時は馬券販売や賞金などはなく、競走馬の競売用競走が行われていた。その後競売で得た収益を元に本格的な競馬開催に展開され、1936年より4月および10月に一般的な競馬の競走を行うようになった。
キーンランドの競馬開催は、おもに4月頃と9月頃に行われる。春季には同競馬場の競走でもっとも知名度が高く、中部地区のケンタッキーダービーへの最重要プレップレースとなっているブルーグラスステークスが行われる。また秋季の競走はブリーダーズカップ各競走へのプレップレースとしての性格が強い競走が多くあり、いずれも各路線上の重要な通過地点となっている。
キーンランドの競馬資料館は1939年に建てられたもので、開設以来競馬に関する映像ビデオ・写真のネガ・新聞の切り抜きといったあらゆる媒体を、現在までに1万点以上蒐集している。
また、キーンランド競馬場はとても保守的な傾向があり、1997年までは競走の実況にも拡声装置を使わなかったほどである。この古めかしさを利用した例もあり、2003年に映画『シービスケット』の撮影が行われた際も、1930年代当時の景色を再現するためにほとんどのシーンがキーンランド競馬場で撮影されている。しかしながら革新的な設備が取り入れられることもあり、2006年にメインコースがポリトラックに転換された。
2014年4月2日、メインコースのポリトラック使用を同年4月25日の開催を持って終了し、同年秋開催よりダートに戻すと発表された。
2015年10月30日・31日、キーンランド競馬場史上初、ブリーダーズカップが開催された。2020年11月6日・7日には2度目のブリーダーズカップが開催された。
2022年・2026年(予定)にもブリーダーズカップが開催されている。

## キーンランド・セール
キーンランドで毎年4回（2002年までは5回）行われるキーンランド・セール (Keeneland Sales)は、世界的に知られた競り市のひとつである。キーンランドは開設の経緯からも競り市とは密接な関係にあり、1938年4月にパドックでの競りが初めて行われている。それぞれの開催月によって、競りの対象となる馬の年齢などが異なり、毎年以下の予定で開催される。
- 1月 - すべてのサラブレッドを競売にかけるセール。馬そのもののほか、「ある1頭の牝馬に、指定した種牡馬を種付けさせる権利（いわゆる仔分け）」の競売も行われている。
- 4月 - 2歳馬を対象としたトレーニングセール。1993年より開始された。
- 9月 - イヤリング（1歳馬）セール。1944年に始まった世界最大級のイヤリングセールで、1960年より9月に固定された。厳しい審査基準によって競りに出品できる幼駒を選別しており、過去にはケンタッキーダービー馬やエプソムダービー馬なども出ている。
- 11月 - ブリーディングストックセール。1歳馬を除く、すべての繁殖活動が可能な馬（種牡馬・繁殖牝馬）が競売の対象となる。また、種牡馬の種付け権（種付け株）の競売もこのセールで行われる。これらの競り市としては、世界最大級の規模を誇る。

このほか、かつては7月にもイヤリングセールが行われており、そこからは1943年の開始以降、全部で11頭のケンタッキーダービー馬を輩出している。しかし2002年を最後に休止され、2020年現在まで再開されていない。
このセールを通じたキーンランド・アソシエーション社のケンタッキー州競馬界に対する影響力は大きく、近隣のターフウェイパーク競馬場・ケンタッキーダウンズ競馬場の所有権の半分もキーンランド社にある。州政府に対する影響も強く、ターフウェイパーク競馬場へのスロットマシンの設置許可が降りなかったのも、キーンランドの強い反対による圧力が大きい。

## コース
アメリカの他の競馬場と同様、楕円形の左回りコースを採用している。創設当初はダートコースのみで、後の1985年に芝コースが設置された。また2006年の夏からダートコースはポリトラックに置き換えられていたが、2014年の春開催を持ってポリトラック使用を終了し、同年秋開催よりダートに戻すことになった。
外周
ダートコース。1周: 17⁄16マイル (1,709.9 m) = 8.5ハロン。4.5ハロン戦・7ハロン戦用に、バックストレッチにポケットが存在する。
内周
芝コース。7ハロン (7⁄8マイル (1,408.2 m))。ハギンコース (Haggin Course)の通称を持つ。時期により移動柵が撤去されると、最大で幅15フィート (4.6 m)広がる。

## 主な競走
- アッシュランドステークス
- キーンランドカップ
- ブルーグラスステークス
- メーカーズマークマイルステークス
- ブリーダーズフューチュリティステークス
- マディソンステークス
- ジェニーワイリーステークス
- アルシバイアディーズステークス
- キーンランドターフマイルステークス
- ファーストレディステークス
- スピンスターステークス
- クイーンエリザベス2世チャレンジカップステークス

### 関連競走
- キーンランドカップ（札幌競馬場で開催の交換レース）